# Саммит ШОС в Бишкеке (2013)
Бишкекский саммит Шанхайской организации сотрудничества—2013 (кирг. Шанхай кызматташтык уюмунун Бишкек саммити—2013, кит. упр. 2007年上海合作组织比什凯克峰会, англ. Bishkek Summit of the Shanghai Cooperation Organization—2013) — ежегодное заседание Совета глав государств — членов организации, которое прошло в 13-й раз 13—14 сентября 2013 года в столице Кыргызстана.

## Участники

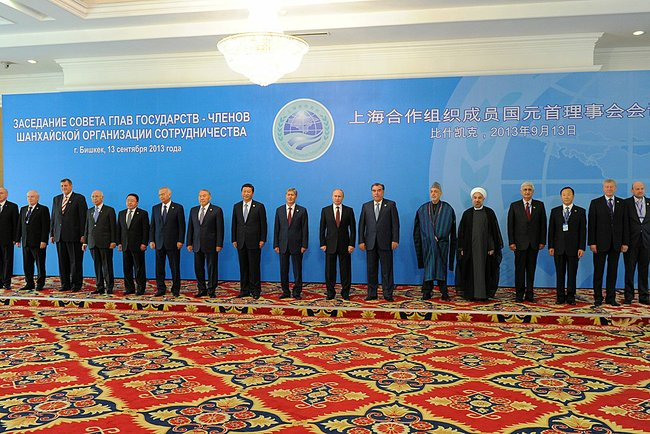
Главы государств и руководители международных организаций, участвовавшие в бишкекском саммите ШОС 2013 года в групповом фото

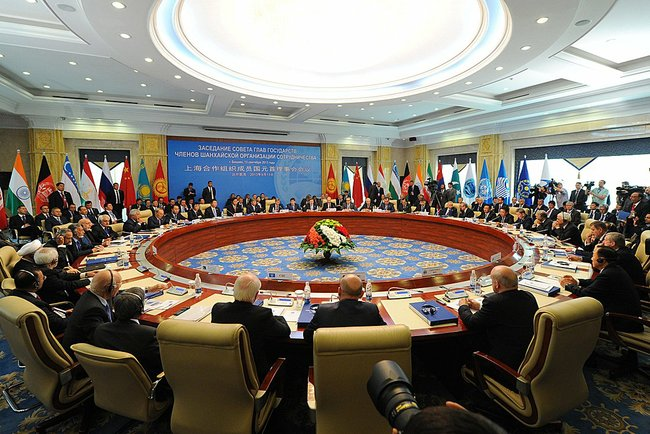
Заседание Совета глав государств — членов ШОС в расширенном составе (Бишкек, 13 сентября 2013 года)

### Главы государств и делегаций
Страна-хозяйка и лидер выделены жирным шрифтом. Главы остальных государств — членов и государств — наблюдателей организации, а также приглашённые гости указаны в алфавитном порядке русского языка.
- Кыргызстан — президент Алмазбек Атамбаев (председатель)
- Афганистан — президент Хамид Карзай[2]
- Индия — министр иностранных дел Салман Хуршид[3]
- Иран — президент Хасан Рухани[4]
- Казахстан — президент Нурсултан Назарбаев[5]
- Китай — председатель Си Цзиньпин[6]
- Монголия — президент Цахиагийн Элбэгдорж[7]
- Пакистан — министр иностранных дел Сартадж Азиз[8]
- Россия — президент Владимир Путин[9]
- Таджикистан — президент Эмомали Рахмон[10]
- Узбекистан — президент Ислам Каримов[11]

### Руководители постоянно действующих органов ШОС
- генеральный секретарь Дмитрий Мезенцев
- директор Исполнительного комитета Региональной антитеррористической структуры Чжан Синьфэн

### Руководители международных организаций
- ООН — специальный представитель генерального секретаря — руководитель миссии по содействию Афганистану Ян Кубиш
- ЕврАзЭС — заместитель генерального секретаря Андрей Диянский
- ОДКБ — генеральный секретарь Николай Бордюжа
- СНГ — председатель исполнительного комитета — исполнительный секретарь Сергей Лебедев

## Повестка дня
Участники саммита обсудили угрозы региональной безопасности в свете предстоящего на тот момент вывода войск антитеррористической коалиции из Афганистана в 2014 году, ситуацию в Сирии, а также другие актуальные вопросы текущей политической ситуации в мире.

## Результаты
По итогам саммита подписан ряд документов, в частности принята Бишкекская декларация глав государств — членов ШОС и одобрен План действий на 2013—2017 гг. по реализации положений Договора о долгосрочном добрососедстве, дружбе и сотрудничестве между государствами – членами организации.
Председательство в организации на период 2013—2014 гг. перешло к Таджикистану.